# ビーダッシュ
株式会社ビーダッシュ（英: b-DASH、旧社名:株式会社クラッシュアウト）は、テレビ番組、ビデオソフトの企画・制作に関わる制作プロダクションである。吉本興業のバラエティ番組の制作が多数であり、特に浜田雅功の出演する番組の大半に携わっている。

## 沿革
- 1993年（平成5年）7月 - 有限会社クラッシュアウトとして設立。
- 1995年（平成7年）10月 - 有限会社から株式会社へと組織変更。
- 1999年（平成11年）4月 - 株式会社クラッシュアウトから株式会社ビーダッシュへ社名変更。

## 会社概要
本社等の所在地
- 本社 - 〒106-0047 東京都港区南麻布1-4-5　グランパレス南麻布仙台坂2F
- 大阪支社 - 〒550-0014 大阪府大阪市中央区高麗橋2-5-10　オーバンビル7F

役員（2019年現在）
- 代表取締役社長 - 林敏博（プロデューサー・総合演出）
- 取締役 - 南部光世（総務・経理担当）
- 社外監査役 - 林武（Apro's 税理士法人）
- 顧問弁護士 - 田島優子（さわやか法律事務所）

## 所属スタッフ
プロデューサー
- 林敏博（代表取締役社長）
- 永田浩子
- 鈴木美帆

ディレクター
- 中田三浩
- 西尾友里
- 金城和彦
- 宮原和音
- 山田佳樹
- 桑田悠司
- 山口香奈
- 濵﨑誠也
- 田中俊大
- 木村駿太
- 小野寺陽菜

AP
- 福岡雅秀
- 高橋寿菜
- 早川美沙
- 南麻結

AD
- 大場貴幸
- 今村優
- 太田朱音
- 小室胡桃
- 一場那菜
- 神田もにか
- 橘美緒（大阪支社）

デスク
- 森本美咲
- 新井彩佳
- 高松知世（大阪支社）

## 主な制作実績

### テレビ番組
凡例
太字：現在放映中また継続中（特番の場合）の番組・これから放映される番組。
準：準レギュラー制作を担当される番組。
クラッシュアウト制作時代を含む。

### インターネット動画配信

#### 2010年代
レギュラー番組
- 戦闘車（Amazonプライム・ビデオ　2017年10月-）

単発・特別番組
- 浜ちゃん後輩と行くグアムで休日（大阪チャンネル　2017年8月）

### CM
- 東京アカデミー
- あきんどスシロー
- 弁護士法人アディーレ法律事務所

### PV
- ディラン&キャサリン

### ソフト関連
- 寸止め海峡（仮）
- ダウンタウンのごっつええ感じDVD
- 一人ごっつDVD
- 浜田雅功のシングルGOLF
- 三宅・生瀬のワークパラダイス ビデオ創刊号
- 明日があるさTHE MOVIE（特典映像）
- マイナスターズDVD
- フリフリグッパー
- ディラン&キャサリンDVD
- LICENSE vol.ZEPP ENJOY!!2008
- ダイナマイト関西
- 放送室 購入者特典DVD

### その他
- 藤井隆ワールドツアー
- ヤンキー・イン・ザ・スカイ!!
- YOSHIMOTO DIRECTOR'S 100 〜100人が映画撮りました〜・オープニング映像
- 任天堂「みんなのニンテンドーチャンネル モンスターハンター3 Wii｣
- 任天堂「みんなのニンテンドーチャンネル モノやお金のしくみDS ｣
- 任天堂「みんなのニンテンドーチャンネル スーパーマリオブラザーズ　Wii」
- 任天堂「みんなのニンテンドーチャンネル NHK紅白クイズ合戦　Wii」
- さまぁ〜ずライブ11